# Placidus Krammer
Placidus Krammer, mit Taufname Christoph Krammer  (* nach 1600 in Ybbs an der Donau; † 2. Februar 1697 in Niederaltaich) war ein Benediktiner und von 1667 bis 1672 Abt der Abtei Niederaltaich.
Unter dem Abbatiat von Placidus Krammer traf die Abtei Niederaltaich am Pfingstdienstag (19. Mai) 1671, zugleich dem Kirchweihtag, eine Brandkatastrophe, die das gesamte Kloster vernichtete. Da Abt Placidus in den vorausgegangenen Jahren das von seinem Vorgänger Vitus Bacheneder hinterlassene umfangreiche Barvermögen verbraucht hatte, sah er sich genötigt, im darauffolgenden Jahr von seinem Amt zurückzutreten. Er verbrachte die nachfolgenden Jahre als Propst von Kloster Sankt Oswald bzw. als Pfarrer von Spitz in der Wachau.